# Dreckiges Dutzend
Die als Dreckiges Dutzend (englisch dirty dozen) bekannten zwölf Giftstoffe (u. a. Pflanzenschutzmittel, Industriechemikalien und Nebenprodukte von Verbrennungsprozessen) wurden durch die POP-Konvention bzw. das Stockholmer Übereinkommen vom 22. Mai 2001 weltweit verboten. Das UN-Abkommen trat mit der Unterzeichnung Frankreichs am 17. Mai 2004 in Kraft. Alle zwölf Giftstoffe sind organische Chlorverbindungen und stehen im starken Verdacht, karzinogen, mutagen und teratogen zu wirken. Ihre Gefährlichkeit resultiert vor allem aus möglicher Bioakkumulation (Anreicherung im Gewebe), Persistenz (Langlebigkeit), hoher Toxizität (Giftigkeit) sowie der Möglichkeit zum Ferntransport (z. B. in der Nahrungskette oder durch andere Mechanismen). Einzelne der Stoffe sind auch als endokrine Disruptoren bekannt. Ab 2009 sind weitere Stoffe in das Stockholmer Übereinkommen aufgenommen worden.

## Die zwölf betroffenen Stoffe bzw. Stoffgruppen
| Struktur                     | Name                                            | Beschreibung                            |
| ---------------------------- | ----------------------------------------------- | --------------------------------------- |
| Struktur von Aldrin          | Aldrin                                          | Insektizid                              |
| (Stoffgemisch)               | Chlordan                                        | Insektizid                              |
| Struktur von Dieldrin        | Dieldrin                                        | Insektizid                              |
| Struktur von DDT             | Dichlordiphenyltrichlorethan (DDT)              | Insektizid                              |
| Struktur von Endrin          | Endrin                                          | Insektizid                              |
| (Stoffgemisch)               | Heptachlor                                      | Insektizid                              |
| Struktur von Hexachlorbenzol | Hexachlorbenzol (HCB)                           | Fungizid, Getreidetrockenbeizmittel     |
| Struktur von Mirex           | Mirex                                           | Insektizid                              |
| Struktur von PCB             | Polychlorierte Biphenyle (PCB)                  | Industriechemikalien                    |
| Struktur von PCDD            | Polychlorierte Dibenzodioxine (PCDD, „Dioxine“) | Nebenprodukte von Verbrennungsprozessen |
| Struktur von PCDF            | Polychlorierte Dibenzofurane (PCDF, „Furane“)   | Nebenprodukte von Verbrennungsprozessen |
| (Stoffgemisch)               | Toxaphen („Camphechlor“)                        | Insektizid                              |